# San Agustín (Spanyolország)
San Agustín (aragónul Sant Agostín) település Spanyolországban, Teruel tartományban. San Agustín Albentosa községgel határos. Lakosainak száma 137 fő (2024).

## Népesség
A település népessége az utóbbi években az alábbiak szerint változott:
| Lakosok száma | 130  | 124  | 165  | 154  | 177  | 141  | 131  | 119  | 134  | 137  |
|               | 2001 | 2004 | 2007 | 2009 | 2012 | 2014 | 2017 | 2019 | 2022 | 2024 |